# Finnhems

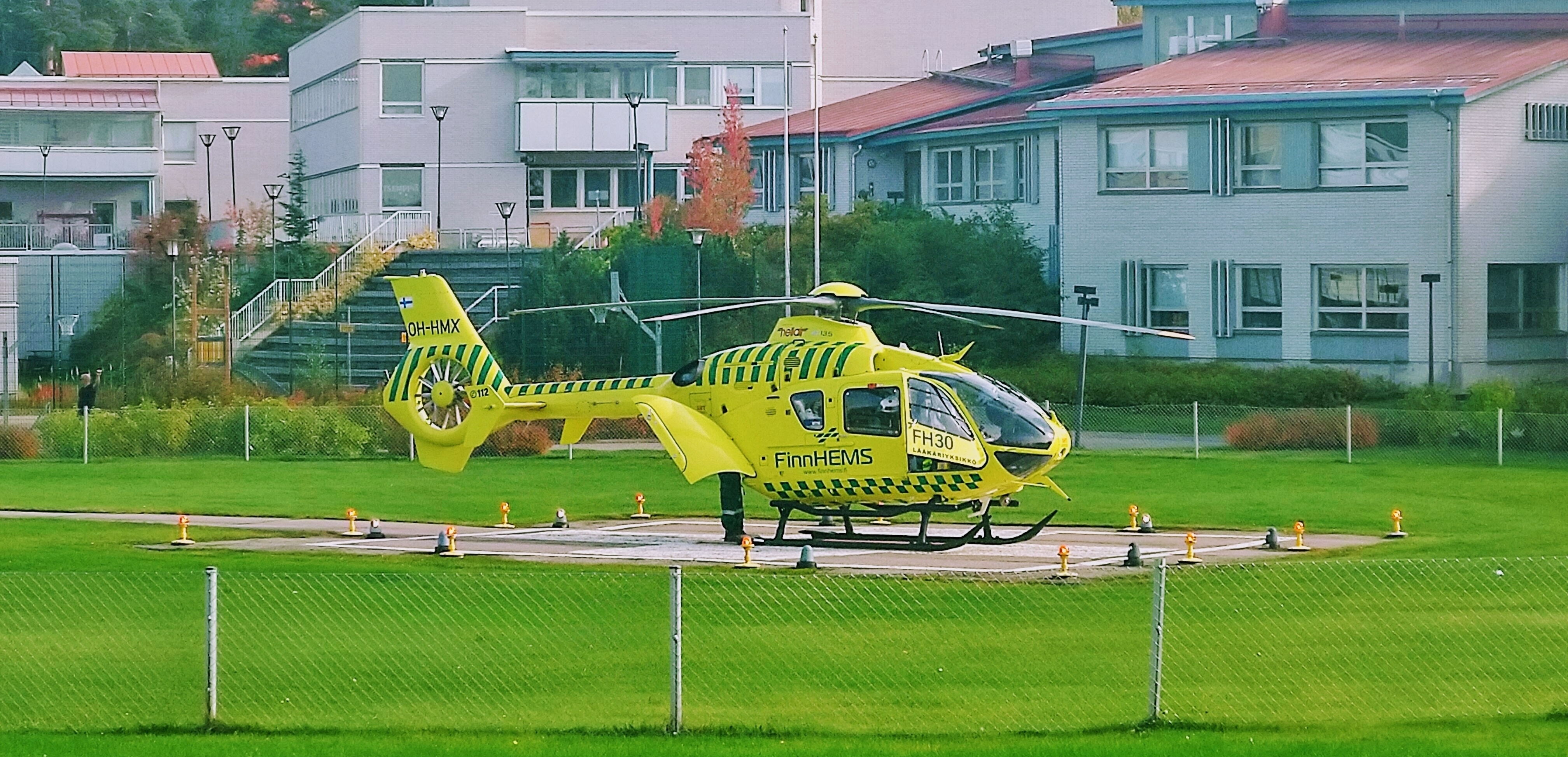
FinnHEMS FH30 landade på Jorvi-sjukhuset på helikopterplattan i Esbo.

Finnhems är ett av finländska staten ägt bolag för att driva läkarhelikopterverksamhet. Hems i namnet anknyter till helikopterambulansflygets benämning på engelska: "Helicopter Emergency Medical Service". Bolaget bedriver sin verksamhet i samarbete med välfärdsområdena och de fem universitetssjukhusen.
Finnhems organiserar läkarhelikopterverksamhet i hela Finland, med undantag för Åland.
Finnhems övertog 2012 den etablerade helikopterambulanstjänsten för södra Finland, exklusive Åland, som dittills skötts av den privata organisationen Medi-Heli. För Åland driver Ålands landskapsregering en egen helikopterburen akutsjukvård, vars flygverksamhet skötts av Skärgårdshavets Helikoptertjänst AB sedan början av 1990-talet.
Finnhems har sex baser för helikopterambulansflyg: Helsingfors, Åbo, Tammerfors, Kuopio, Uleåborg och Rovaniemi. Flygverksamheten på tre förstnämnda baserna sköts på kontrakt av Skärgårdshavets Helikoptertjänst med helikoptrar av typ Eurocopter EC 135. Flygverksamheten på de tre senare baserna sköts av Babcock International genom dotterbolaget Babcock Scandinavian Air Ambulance (tidigare Scandinavian Medicopter) med fyra helikoptrar av Airbus H 145 på basis av ett tioårigt avtal från februari 2012.